# José Luis Pardo
José Luis Pardo Torío (Madrid, 1954) es un filósofo y ensayista español. Catedrático de Filosofía de la Universidad Complutense de Madrid, ha publicado una veintena de libros.

## Biografía
Eminente filósofo y ensayista español. Premio Nacional de Ensayo 2005 por su libro La regla del juego. Nacido en Madrid en 1954. Estudió Filosofía y Letras en la Universidad Complutense de Madrid donde se doctora con una tesis titulada: La teoría de la individuación intensiva en el proyecto de una semiótica translingüística (1985) que dirige el Dr. Jacobo Muñoz Veiga.
Hasta el año 2001 ejerce como Profesor de Enseñanza Secundaria (en el instituto Diego Velázquez de Torrelodones) y actualmente es catedrático de la Facultad de Filosofía de la Universidad Complutense de Madrid, donde imparte la asignatura de Corrientes Actuales de la Filosofía. También trabaja en la Escuela Contemporánea de Humanidades. Es considerado uno de los más importantes difusores del pensamiento de Gilles Deleuze en España, gracias a su Deleuze: violentar el pensamiento, así como por sus artículos y traducciones al castellano de las obras del filósofo francés.

## Actividad
Ha colaborado con publicaciones como El Viejo Topo, Los Cuadernos del Norte, Revista de Occidente, Archipiélago o El País. También ha realizado numerosas traducciones de importantes obras de filosofía contemporánea pertenecientes a autores como Gilles Deleuze, Michel Serres, Guy Debord, Giorgio Agamben o Emmanuel Lévinas. Es coordinador del volumen Preferiría no hacerlo. Ensayos sobre Bartleby (2000)
De su actividad investigadora, él mismo señala: “Creo que mi línea de trabajo es la filosofía contemporánea, no sólo en el sentido de que me dedique a estudiar lo que hacen actualmente quienes se dedican a la filosofía, sino también, y quizá sobre todo, en el de que me inquieta cuál pueda ser la manera de hacer hoy algo así como filosofía. Para saber de qué se trata esto último, claro está, he tenido que leer a muchos autores que nominalmente no son contemporáneos, aunque sí quizá en la medida en que siguen dando qué pensar”.

## Obras[1]

### Libros
- Transversales. Textos sobre los textos, Anagrama, 1978.
- La banalidad, Anagrama, 1989.
- La metafísica. Preguntas sin respuesta y problema sin solución. Editorial Pre-Textos. 2006.
- Deleuze: violentar el pensamiento, Madrid: Ed. Cincel, 1990.
- Sobre los espacios: pintar, escribir, pensar, Barcelona : Edicions del Serbal, 1991.
- Las formas de la exterioridad. Editorial Pre-Textos. 1992.
- La intimidad. Editorial Pre-Textos. 1996, 2004.
- Estructuralismo y ciencias humanas, Madrid: Akal, 2001.
- Palabras cruzadas. Una invitación a la filosofía (con Fernando Savater). Editorial Pre-Textos. 2003.
- Fragmentos de un libro anterior, Santiago de Compostela: Cátedra de Poesía y Estética José Ángel Valente, Universidad de Santiago de Compostela, 2004.
- La regla del juego. Sobre la dificultad de aprender filosofía, Barcelona: Galaxia Gutenberg, 2004.
- Esto no es música. Introducción al malestar en la cultura de masas, Barcelona: Galaxia Gutenberg, 2007.
- Nunca fue tan hermosa la basura, Barcelona: Galaxia Gutenberg, 2010.
- El cuerpo sin órganos. Presentación de Gilles Deleuze. Editorial Pre-Textos. 2011.
- Estudios del malestar. Políticas de la autenticidad en las sociedades contemporáneas. Anagrama 2016 (44º Premio Anagrama de Ensayo)
- Estética de lo peor. De las ventajas e inconvenientes del arte para la vida.. Editorial Pasos Perdidos. 2016.